# Thelotrema bicavatum
Thelotrema bicavatum är en lavart som beskrevs av Nyl. Thelotrema bicavatum ingår i släktet Thelotrema och familjen Graphidaceae.   Inga underarter finns listade i Catalogue of Life.